# Sega Sammy Holdings
Sega Sammy Holdings Inc. (jap. セガサミーホールディングス, auch bekannt als Sega Sammy Group) ist ein japanisches Unternehmen mit Sitz in Tokio. 2004 fusionierte Sammy mit Sega zur Sega Sammy Holdings.
Sammy Corporation (jap. セガサミーホールディングス) wurde am 1. November 1975 gegründet. Sammy ist einer der größten Spielautomatenhersteller Japans.

## Entertainment Contents Business
- Produktion und Vermarktung von Spielautomaten, Videospiele, Spielzeug, Anime Serien
- Betreiber Zahlreicher Videospiel Hallen (Arcade)

## Pachislot und Pachinko Business
- Entwicklung, Produktion und Vermarktung von Pachinko, Pachislot und Jankyu-Maschinen und Zubehör.

## Resort Business
Betreiber und Entwickler von Gebäudekomplexen (Hotels, Casino, Golf Clubs).

## Japan
- Atlus Co., Ltd.
- Sega Games Co., Ltd.
- TMS Entertainment Co., Ltd.

## Übersee
- Atlus U.S.A. Inc
- Relic Entertainment, Inc.
- The Creative Assembly Ltd.

## Unternehmen mit Beteiligung
- Sanrio Co. Ltd. (11,1 %)